# Peumerit
Peumerit è un comune francese di 804 abitanti situato nel dipartimento del Finistère nella regione della Bretagna.
Il comune si è chiamato Peumérit fino al 1º agosto 2012

## Società

### Evoluzione demografica
Abitanti censiti